# 全員出動おじゃましま〜す!
『全員出動おじゃましまァす!』（ぜんいんしゅつどうおじゃましまァす）は、1977年4月17日から同年7月17日までテレビ朝日系列局で放送されていたテレビ朝日製作のバラエティ番組である。全11回。放送時間は毎週日曜 20時 - 20時54分。

## 概要
前番組『いたずらカメラだ!大成功』に替わってスタートした後継番組で、当時各局の特番でたびたび放送されていたドッキリ企画の変形版「指令ドッキリ」を初めてレギュラー化した番組だった。番組は毎回「おじゃまマン」と呼ばれる5人の芸能人たちが自らに課された無茶な指令を遂行し、それを審査員役である「ドクダンズ」（「独断's」の意味）が審査するという形式で進行。ドクダンズから最も高い評価を得たおじゃまマンには番組特製メダルが授与された。
番組は3か月で終了。そしてプロ野球中継で2回休止（5月29日と6月26日）、7月10日は選挙特別番組の影響で休止のため、11回だけの放送だった。

## 出演者

### 司会
この両者は、『いたずらカメラだ!大成功』から司会を務めていた。
- 桂三枝（後の六代桂文枝）
- 森田つぐみ

### ドクダンズ
- 山城新伍
- 丹下キヨ子

### おじゃまマン
- 笑福亭鶴光（番組レギュラー。任務に失敗して「オオダメマン」になるのが多かった）
- 毒蝮三太夫（常連）
- 小松政夫
- あき竹城
- 初代林家木久蔵（現：木久扇）
- 村上不二夫
- 一谷伸江
- 林家こん平
- 長谷川コッペ
- 清水国明（当時の妻・清水クーコと「クーコとクニアキ」名義で参加）
- 稲川淳二
- フィリップ宮田（当時の外国人タレント）
- 月亭八方（鶴光ほどではないが失敗して「オオダメマン」になる事があった）
- ほか

## 進行
まずおじゃまマンが1人呼び出され、本人に課された指令内容がナレーションで告げられた。そして、指令を実行する様子を収めたVTRが放送された（その間におじゃまマンは元の椅子に戻る）。VTRの終了後、ドクダンズがおじゃまマンの実行内容について批評し、「成功した」と思ったらその分だけドクダンズがおじゃまマンの座っている椅子を操作して上昇させた（『クイズタイムショック』と同じ方式）。逆に、「失敗した」と思ったら椅子を下降させた。
全員のVTRの放送が終わった時点で一番椅子が上まで行った（つまり一番成功した）おじゃまマンは「おじゃま大賞」に認定され、番組特製メダルを授与された。逆に、椅子が下がった（失敗した）おじゃまマンは「オオダメマン」となり、放送週ごとに内容が変わる罰ゲームを受けた。

## 指令
カッコ内は放送日と実行したおじゃまマン。
- 美女の脇毛を入手しろ。（4月17日。鶴光）[1]
- 老人同士をキスさせろ。（4月17日。毒蝮）[1]
- 銭湯で下着のまま入浴しろ。（4月17日。あき）[1]
- 釣り堀で他人が釣った魚を釣り堀に戻せ。（4月17日。八方）[1]
- バス停留所の待ち客をバスに乗せないようにしろ。（4月24日。初代木久蔵）[1]
- 大人といっしょに電車ごっこしろ。（4月24日。村上）[1]
- 男をヌードにさせろ。（5月8日。鶴光）[1]
- 女性芸能人のバストを測れ。（5月15日。毒蝮。相手は朝丘雪路）[1]
- 繁華街でままごと遊びしろ。（6月5日。不明）[1]
- 有名人の子供同士を結婚させろ。（7月3日。一谷）[1]
- 歌手に変な踊りを踊らせろ。（7月3日。鶴光。相手は西崎みどり）[1]
- 褌を売れ。（7月3日。稲川）[1]
- 旅館の客引きになれ。（7月17日。あき）[1]
- など

## 備考
番組の終了後、『あの手この手お隣りさん!』がスタートするまで2週にわたって次のプロ野球中継が編成された。
- 7月24日：オールスターゲーム・第2戦（阪急西宮球場。朝日放送制作。18:10 - 20:54）
- 7月31日：阪神×巨人（阪神甲子園球場。朝日放送制作。18:32 - 20:54）

これら2週分で、20時台の雨傘番組として本番組の総集編が編成されたが、双方とも試合は予定通り行われたため、放送されることはなかった。